# 马营清真大寺
马营清真大寺，位于中国青海省民和县马营乡，为第八批青海省文物保护单位，公布日期为2008年4月10日，类型为古建筑。
马营清真大寺的历史年代为清。